# 80P/Peters-Hartley
80P/Peters-Hartley – kometa krótkookresowa, należąca do rodziny komet Jowisza.

## Odkrycie
Kometa została odkryta 26 czerwca 1846 roku przez Christiana H. F. Petersa. Nie obserwowano jej jednak podczas kolejnych zbliżeń do Słońca i w rezultacie uznano ją za zaginioną. 11 lipca 1982 roku przypadkowo dostrzegł ją Malcolm Hartley na płycie fotograficznej wykonanej za pomocą UK Schmidt Telescope w Obserwatorium Siding Spring w Australii. Obliczenia wykonane przez różnych astronomów pozwoliły ustalić, że jest to ten sam obiekt, który jako pierwszy odkrył Peters w 1846 roku. W nazwie komety znajdują się zatem nazwiska obydwu odkrywców.

## Orbita komety i właściwości fizyczne
Orbita komety 80P/Peters-Hartley ma kształt elipsy o mimośrodzie 0,60. Jej peryhelium znajduje się w odległości 1,61 j.a., aphelium zaś 6,43 j.a. od Słońca. Jej okres obiegu wokół Słońca wynosi 8,07 roku, nachylenie do ekliptyki to wartość 29,92˚.
Jądro tej komety ma rozmiary maks. kilka km.